# Război împotriva yazilor
Război împotriva yazilor (1966) (engleză The Winged Man) este un roman scris de A. E. van Vogt și Edna Mayne Hull. Cartea reprezintă o versiune extinsă a povestirii cu același titlu, scrisă doar de Edna Mayne Hull și apărută în numerele din mai și iunie 1944 ale revistei Astounding Science Fiction
Un element particular al romanului îl constituie folosirea de către oamenii înaripați a unui sistem de numerație bazat pe cifra 9. Astfel, acolo unde oamenii obișnuiți ar aprecia cantitatea folosind numărul "1000", ei spun "999".

## Intriga
Submarinul nuclear USS Sea Serpent este purtat în viitor în anul 24.999, iar locotenentul William Kenlon și restul echipajului descoperă că au devenit pioni în războiul dintre cele două rase care locuiesc pe Pământ în acea vreme: oamenii înaripați care trăiesc într-un oraș zburător și oamenii-pești care trăiesc sub ape. Toate continentele și insulele Pământului s-au transformat în mâl, făcând imposibilă găsirea unei limbi uscate de pământ.
Responsabilitatea răpirii submarinului aparține oamenilor înaripați, care doresc să folosească racheta sa nucleară pentru a distruge fortăreața subacvatică a oamenilor-pești. Alături de submarin, din secolele trecute au mai fost aduse și un vas de pescuit din secolul al XLIII-lea, o navă de cercetare spațială din anul 10.000, un yaht de plăcere din timpul civilizației Clen și o ambarcațiune cu un singur om din secolul două sute. În primă fază, Kenlon și echipajul său refuză să se implice în război, dar apoi înțeleg că în joc este mai mult decât o dispută între națiunile Pământului. 
O rasă extraterestră malefică, yazii, așteaptă ocazia propice pentru a cuceri și coloniza planeta. Kenlon alege să elimine rasa extraterestră pentru a face din Pământ un loc în care urmașii omenirii - oamenii înaripați și oamenii-pești - să poată trăi în siguranță. Pentru a face asta, el trebuie să împiedice rasele pământene să se mai distrugă reciproc și să aleagă pe care dintre ele să o facă victorioasă, ajutând-o apoi să reziste invaziei extraterestre. 

## Opinii critice
Deși multă vreme s-a crezut că povestirea care stă la baza romanului a fost scrisă de Edna Mayne Hull, studii mai recente tind să indice că ficțiunea scrisă de ea era folosită doar ca pseudonim de către van Vogt.. The PopPorBooks Blog este de părere că "Război împotriva yazilor este plicticos și lipsit de strălucire, mai ales ținând cont că este un roman rescris în 1966, când deja abilitățile scriitoricești ale lui Van Vogt ar fi trebuit să dea semne de îmbunătățire".